# میشائل اشوایتسر
میشائل اشوایتسر (انگلیسی: Michael Schweizer؛ زادهٔ ۱۶ دسامبر ۱۹۸۳ ‏(۴۱ سال)) دوچرخه‌سوار اهل آلمان است.